# سیارک ۳۲۶۱
سیارک ۳۲۶۱ (به انگلیسی: 3261 Tvardovskij، نامگذاری:۱۹۷۹SF9) سه هزار و دویست و شصت و یکمین سیارک کشف شده‌است که در ۲۲ سپتامبر ۱۹۷۹ کشف شد.
قدر مطلق سیارک برابر ۱۱٫۷۰ است.